# George Ellis (lekkoatleta)
George Stuart Ellis (ur. 7 września 1932 w South Shields, zm. 17 stycznia 2023) – brytyjski lekkoatleta, sprinter, trzykrotny medalista  mistrzostw Europy z 1954.
Wystąpił w reprezentacji Anglii na Igrzyskach Imperium Brytyjskiego i Wspólnoty Brytyjskiej w 1954 w Vancouver. Angielska sztafeta 4 × 110 jardów w składzie: Alan Lillington, Brian Shenton, Ellis i Kenneth Box zajęła w finale 4. miejsce. Ellis zajął również 6. miejsce w biegu na 220 jardów i odpadł w półfinale biegu na 100 jardów.
Na mistrzostwach Europy w 1954 w Bernie Ellis zdobył brązowe medale w biegu na 100 metrów i biegu na 200 metrów. Był także członkiem brytyjskiej sztafety 4 × 100 metrów, która w zestawieniu: Box, Ellis, Kenneth Jones i Shenton zdobyła srebrny medal.
Był mistrzem Wielkiej Brytanii (AAA) w biegu na 100 jardów w 1954 i w biegu na 220 jardów w 1955, a także brązowym medalistą na 100 jardów w 1951] oraz wicemistrzem w 1954 i brązowym medalista w 1951 na 220 jardów.
Rekord życiowy Ellisa w biegu na 100 jardów wynosił 9,8 s (31 lipca 1954 w Vancouver), na 100 metrów  10,7 s (26 sierpnia 1954 w Bernie), na 200 metrów 21,2 s (29 sierpnia 1954 w Bernie), a na 220 jardów 21,5 s (10 lipca 1954 w Londynie).